# Chipstead (Surrey)
Chipstead – wieś w Anglii, w hrabstwie Surrey, w dystrykcie Reigate and Banstead. Leży 22 km na południe od centrum Londynu.